# Джибутийско-израильские отношения
Израильско-джибутийские отношения — двусторонние дипломатические отношения между Израилем и Джибути. Джибути никогда не признавала независимость Израиля и в настоящее время официальных отношений между двумя странами нет.

## История
У Джибути есть морской порт на Красном море, поэтому Израиль крайне заинтересован в установлении отношений с этой страной. Неформальные отношения между двумя странами хорошие, и есть негласное соглашение о возможности израильских кораблей заходить в порт этой страны, а также об использовании воздушного пространства Джибути самолётами израильской авиакомпании «Эль-Аль». Израильские бизнесмены работают в Джибути, а некоторые граждане этой африканской страны проходят краткосрочное обучение в Израиле. Изредка случаются двусторонние переговоры между представителями Джибути и Израиля, как правило в третьих странах, чаще всего в Эфиопии. Власти Джибути доброжелательно относятся к Израилю и поддерживают мирный процесс на Ближнем Востоке.
Власти Джибути не спешат устанавливать официальные дипломатические отношения с Израилем из-за давления, оказываемого на них Лигой арабских государств и Саудовской Аравией. В 1995 году министр иностранных дел Шимон Перес встретился со своим джибутийским коллегой в Нью-Йорке. Глава МИД Джибути поблагодарил Переса за помощь, оказанную Израилем его стране во время наводнения, а также добавил, что ожидает установления официальных отношений между двумя странами, которые помогут развивать экономические отношения и авиасообщение между ними. В том же году глава израильского правительства Ицхак Рабин обвинил Египет в том, что тот настраивал мусульманские страны, с которыми Израиль хотел установить дипломатические отношения, против еврейского государства — в частности из-за отказа Израиля подписать согласие на мониторинг своих ядерных объектов международными наблюдателями. Среди арабских стран, о которых идёт речь, были Танзания, Коморские острова и Джибути.
В октябре 2000 года самолёт израильской авиакомпании «Эль-Аль», следовавший в Момбасу, Кения, был вынужден сесть в Джибути из-за поломки топливного насоса в одном из двигателей.
3 января 2002 года разведывательная информация, поступившая от разведки Джибути, помогла задержать иранское судно, переправлявшее груз оружия группировке Хамас в Газу.
В сентябре 2020 года палестинский министр по социальным делам Ахмед Маджалани заявил, что пять стран ведут переговоры с Израилем по установлению дипломатических отношений (Коморы, Оман, Судан, Джибути и Мавритания). Из этого списка Судан действительно нормализовал отношения с еврейским государством.